# ماثيو (اسم)
ماثيو (بالإنجليزية: Matthew)‏ أو ماتيو هو اسم علم شخصي مذكر من أصل عبري، يعتبر اسم مقدس في المسيحية نسباً لمتى أحد رسل المسيح الإثني العشر وكاتب أحد الأناجيل الأربعة. ومعنى اسمه عطية الرب أو هدية الرب، يعتبر هذا الاسم من أكثر الأسماء شيوعاً في الغرب، ويلفظ اختصاراً بمات.

## الشخصيات
- ماثيو ريان فارس أسترالي
- ماثيو بينسنت مجدف رياضي بريطاني
- ماثيو ماكونهي ممثل أمريكي
- ماثيو لكي لاعب كرة قدم أسترالي
- ماثيو فالبوينا لاعب كرة قدم فرنسي
- ماثيو ديبوتشي لاعب كرة قدم فرنسي
- ماثيو بوث لاعب كرة قدم أسترالي
- ماثيو أمواه لاعب كرة قدم غاني
- ماثيو بريز حكم كرة قدم أسترالي
- ماثيو أبسون لاعب كرة قدم إنجليزي
- ماثيو أرنولد شاعر إنجليزي
- ماثيو أباتي لاعب كرة قدم إيطالي
- ماثيو ايبدين لاعب كرة مضرب جنوب أفريقي
- ماثيو بودمر لاعب كرة قدم فرنسي
- ماثيو برودريك ممثل أمريكي
- ماثيو بيري ممثل أمريكي
- ماثيو برادي مصور وصحفي أمريكي
- ماثيو بيلامي مغني وموسيقي إنجليزي
- ماثيو بينجلي لاعب كرة قدم أسترالي
- ماثيو جارفيس لاعب كرة قدم إنجليزي
- ماثيو جوس متسابق دراجات هوائية أسترالي
- ماثيو جوود ممثل إنجليزي
- ماثيو ديلافيدوفا لاعب كرة سلة أسترالي
- ماثيو ريس ممثل بريطاني ويلزي
- ماثيو سبيرانوفيتش لاعب كرة قدم أسترالي
- ماثيو شديد مغني وموسيقي فرنسي
- ماثيو فوكس ممثل أمريكي
- ماثيو فون مخرج بريطاني
- ماثيو فليندرز بحار ومستكشف بريطاني
- ماتيو فلاميني لاعب كرة قدم فرنسي
- ماثيو كالبرايث بيري بحار أمريكي
- ماثيو كوفاسيتش لاعب كرة قدم كرواتي
- ماثيو كيريكو سياسي بنيني
- ماثيو موريسون ممثل أمريكي
- ماثيو ماكفادين ممثل بريطاني
- ماثيو ماريا بوياردو شاعر إيطالي
- ماثيو نيلسن لاعب كرة سلة أسترالي